# Martina Topley-Bird

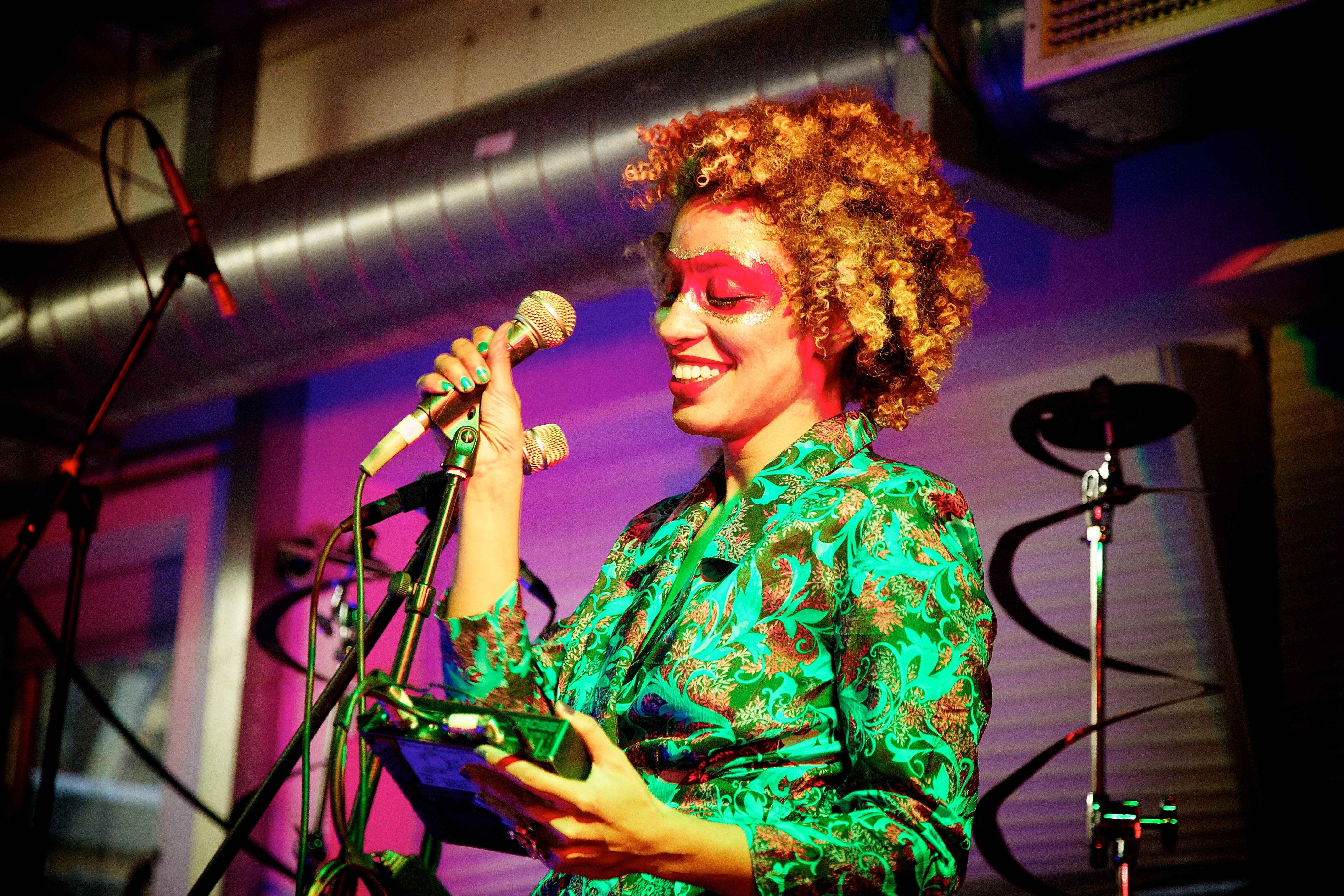
Martina Topley-Bird (2010)

Martina Gillian Topley-Bird (* 7. Mai 1975 in London) ist eine britische Sängerin.

## Leben und Karriere
Bekannt wurde sie 1995 durch ihre Zusammenarbeit mit Tricky auf dessen Debütalbum Maxinquaye. Auf dem Booklet wurde sie allerdings wegen eines Tippfehlers als Martine aufgeführt. Auch auf Trickys nächsten zwei Alben arbeitete sie mit ihm zusammen. 1998 ging ihre künstlerische wie private Beziehung auseinander.
2003 erschien ihr Soloalbum Quixotic auf Independiente Records produziert von Martina und dem Produzententeam AMP9 (Alex McGowan, Steve Crittall, Nick Bird) sowie Josh Homme. Tricky und Mark Lanegan wirkten als Gastsänger mit und sind auf jeweils einem Track zu hören. Das Album gelangte 2003 in das Finale des Mercury Music Prize und wurde 2004 unter dem Namen Anything in den USA neu veröffentlicht. Das Lied Sandpaper Kisses war im Videospiel Fahrenheit zu hören.
In den folgenden Jahren arbeitete sie an ihrem zweiten Album und sang als Gastsängerin u. a. mit den Gorillaz, Wesley Pentz, Primus („Dirty Drowning Man“ und „Coattails of a Dead Man“ auf dem Album „Antipop“) und Common. 2009 spielte sie mit Massive Attack für deren Album Heligoland die Tracks Babel und Psyche ein und begleitete die Band auch auf Tournee.
Im Mai 2008 ist ihr zweites Soloalbum The Blue God veröffentlicht worden. Als erste Single wurde der zweite Titel des Albums Carnies am 3. März veröffentlicht.
2010 erschien ihr drittes Album Some Place Simple. Hierbei handelt es sich um ein Live-Album.
Am 15. Juni 2018 erschien mit Solitude eine Single. 2021 erschien ein Album mit dem Titel Forever I Wait.